# Briefmarken-Jahrgang 1959 der Deutschen Bundespost
Der Briefmarken-Jahrgang 1959 der Deutschen Bundespost umfasste 19 Sondermarken, davon waren fünf nur in einem Block erhältlich. Dazu kamen noch fünf Dauermarken, diese waren die ersten Briefmarken, die auch von der Deutschen Bundespost Berlin herausgegeben wurden. Einige der Sondermarken wurden auch von der Oberpostdirektion des Saarlandes mit gleichen Motiven, jedoch mit dem Zusatz Saarland und in der Währung Franc herausgegeben.

## Liste der Ausgaben und Motive
Legende
- Bild: Eine bearbeitete Abbildung der genannten Marke. Das Verhältnis der Größe der Briefmarken zueinander ist in diesem Artikel annähernd maßstabsgerecht dargestellt. Sollten keine Marken abgebildet sein, liegt es daran, dass das Urheberrecht des Künstlers noch nicht erloschen ist.
- Beschreibung: Eine Kurzbeschreibung des Motivs und/oder des Ausgabegrundes. Bei ausgegebenen Serien oder Blocks werden die zusammengehörigen Beschreibungen mit einer Markierung versehen eingerückt.
- Wert: Der Frankaturwert der einzelnen Marke in Pfennig. Ein „+“ bedeutet, dass es sich um eine Zuschlagsmarke handelt (= Frankaturwert + Spende).
- Ausgabedatum: Das Datum des erstmaligen Verkaufs dieser Briefmarke.
- Gültig bis: Das Datum, an dem die Gültigkeit endete.
- Auflage: Soweit bekannt, wird hier die zum Verkauf angebotene Anzahl dieser Ausgabe angegeben.
- Entwurf: Soweit bekannt, wird hier angegeben, von wem der Entwurf dieser Marke stammt.
- Mi.-Nr.: Diese Briefmarke wird im Michel-Katalog unter der entsprechenden Nummer gelistet.

| Sondermarken | |                  |                       |                   |                     |                   |             |
| Bild         | Beschreibung | Werte in Pfennig | Ausgabe- datum (1959) | gültig bis        | Auflage             | Entwurf           | MiNr.       |
|              | 500. Geburtstag von Jakob Fugger (1459–1525) auch genannt Jakob Fugger der Reiche, war seinerzeit Europas reichster und bedeutendster Kaufmann und Bankier           | 20               | 6. März               | 31. Dezember 1960 | 20.000.000          | Ernst Göhlert     | 307         |
|              | 400. Todestag von Adam Ries (1492–1559) deutscher Rechenmeister | 10               | 28. März              | 31. Dezember 1960 | 20.000.000          | Michel + Kieser   | 308         |
|              | 100. Todestag von Alexander von Humboldt (1769–1859) deutscher Naturforscher und Mitbegründer der Geographie als empirischer Wissenschaft                            | 40               | 6. Mai                | 31. Dezember 1960 | 20.000.000          | Herbert Kern      | 309         |
|              | Internationale Postwertzeichenausstellung INTERPOSTA in Hamburg - Darstellung einer Hamburger 1 Schilling Briefmarke von 1859 Zuschlagmarke                          | 10+5             | 22. Mai 22. August    | 31. Dezember 1960 | 3.050.000 5.800.000 | Arthur Schraml    | 310         |
|              | - Darstellung einer Lübecker 2 Schilling Briefmarke von 1859 Zuschlagmarke                                                                                           | 20+10            | 22. Mai 22. August    | 31. Dezember 1960 | 3.050.000 5.800.000 | Arthur Schraml    | 311         |
|              | 1000 Jahre Buxtehude | 20               | 20. Juni              | 31. Dezember 1960 | 20.000.000          | Otto Rohse        | 312         |
|              | Ausstellung des Heiligen Rocks in Trier Der Heilige Rock ist eine Reliquie, die im Trierer Dom aufbewahrt wird, sie soll Fragmente der Tunika Jesu Christi enthalten | 20               | 18. Juli              | 31. Dezember 1961 | 20.000.000          | Ernst Göhlert     | 313         |
|              | 9. Deutscher Evangelischer Kirchentag in München Motto „Ihr sollt mein Volk sein“                                                                                    | 10               | 12. August            | 31. Dezember 1961 | 20.000.000          | Hermann Bentele   | 314         |
|              | Briefmarkenblock – Einweihung der Beethovenhalle in Bonn - Georg Friedrich Händel (1685–1759)                                                                        | 10               | 8. September          | 31. Dezember 1961 | 4.771.000           | Herbert Kern      | Block 2 315 |
|              | - Louis Spohr (1784–1859) | 15               | 8. September          | 31. Dezember 1961 | 4.771.000           | Herbert Kern      | 316         |
|              | - Ludwig van Beethoven (1770–1827) | 20               | 8. September          | 31. Dezember 1961 | 4.771.000           | Herbert Kern      | 317         |
|              | - Joseph Haydn (1732–1809) | 25               | 8. September          | 31. Dezember 1961 | 4.771.000           | Herbert Kern      | 318         |
|              | - Felix Mendelssohn Bartholdy (1809–1847) | 40               | 8. September          | 31. Dezember 1961 | 4.771.000           | Herbert Kern      | 319         |
|              | Europamarke - Sechsgliedrige geschlossene Kette | 10               | 19. September         | 31. Dezember 1961 | 90.000.000          | Walter Brudi      | 320         |
|              | - Sechsgliedrige geschlossene Kette | 40               | 19. September         | 31. Dezember 1961 | 25.000.000          | Walter Brudi      | 321         |
|              | Wohlfahrtsmarken - Märchen der Brüder Grimm, „Die Sterntaler“ | 7+3              | 1. Oktober            | 31. Dezember 1961 | 6.950.000           | Eugen Sporer      | 322         |
|              | - Märchen der Brüder Grimm, „Die Sterntaler“ | 10+5             | 1. Oktober            | 31. Dezember 1961 | 10.200.000          | Eugen Sporer      | 323         |
|              | - Märchen der Brüder Grimm, „Die Sterntaler“ | 20+10            | 1. Oktober            | 31. Dezember 1961 | 8.400.000           | Eugen Sporer      | 324         |
|              | - Die Brüder Jacob (1785–1863) und Wilhelm Grimm (1786–1859) | 40+10            | 1. Oktober            | 31. Dezember 1961 | 3.900.000           | Bert Jäger        | 325         |
| Dauermarken  | |                  |                       |                   |                     |                   |             |
| Bild         | Beschreibung | Werte in Pfennig | Ausgabe- datum (1959) | gültig bis        | Auflage             | Entwurf           | MiNr.       |
|              | Dauermarkenserie: Bundespräsident Theodor Heuss Briefmarkenserie (III) Bundespräsident Theodor Heuss                                                                 | 7                | 10. April             | 31. Dezember 1964 | 1.388.300.000       | Max Eugen Cordier | 302         |
| 10           | Dauermarkenserie: Bundespräsident Theodor Heuss Briefmarkenserie (III) Bundespräsident Theodor Heuss                                                                 | 31. Januar       | 31. Dezember 1964     | 3.805.000.000     | 303                 | Max Eugen Cordier |             |
| 20           | Dauermarkenserie: Bundespräsident Theodor Heuss Briefmarkenserie (III) Bundespräsident Theodor Heuss                                                                 | 31. Januar       | 31. Dezember 1964     | 2.185.200.000     | 304                 | Max Eugen Cordier |             |
| 40           | Dauermarkenserie: Bundespräsident Theodor Heuss Briefmarkenserie (III) Bundespräsident Theodor Heuss                                                                 | 22. Mai          | 31. Dezember 1964     | 111.100.000       | 305                 | Max Eugen Cordier |             |
| 70           | Dauermarkenserie: Bundespräsident Theodor Heuss Briefmarkenserie (III) Bundespräsident Theodor Heuss                                                                 | 22. Mai          | 31. Dezember 1964     | 167.000.000       | 306                 | Max Eugen Cordier |             |